# Calibre (software)
Calibre è un software libero, open source, multipiattaforma dedicato alla gestione degli eBook.

## Storia
Il software fu ideato da Kovid Goyal dopo l'immissione in commercio da parte della Sony, nel settembre 2006, del secondo lettore di eBook, il Sony PRS-500 (il primo era stato il Sony Libriè). Il 31 ottobre 2006 Goyal sviluppò un software, chiamato libprs500, che emulava l'utilizzo del PRS-500 su personal computer con sistema operativo Linux. Libprs500 permetteva la creazione di ebook in formato PDF a partire da file di testo, la catalogazione e l'ordinamento degli eBook in base a vari criteri (autore, soggetto, casa editrice, data, ecc.) e infine la loro visualizzazione su personal computer. Successivamente si ebbe l'immissione in commercio e la diffusione di altri dispositivi di lettura, il che comportò anche il proliferare di diversi formati di eBook, spesso proprietari e incompatibili con quelli supportati da lettori di marche differenti. Ciò risvegliò l'interesse, da parte degli sviluppatori di Calibre, verso eBook reader diversi dal reader Sony e la necessità di un software che convertisse gli eBook da un formato a un altro. Nel 2008 il primitivo nome libprs500 fu cambiato in quello attuale di Calibre. Nel 2013 con la versione 1.15 è stato introdotto un editor per modificare gli ebook DRM-free.

## Caratteristiche
Calibre gestisce eBook di un gran numero di formati, permettendone la creazione, la conservazione e la catalogazione. Consente la sincronizzazione degli eBook con numerosi lettori di ebook e, nel rispetto della gestione dei diritti digitali (DRM), la conversione del formato degli eBook affinché possano essere letti da uno specifico lettore di ebook.
I formati supportati in ingresso sono: Cbz, Cbr, Cbc, Epub, Fb2, Html, Lit, Lrf, Mobi, Odt, Pdf, Prc, Pdb, Pml, Rb, Rtf, Tcr e Txt. Calibre può poi generare file di formato Azw3, Epub, Fb2, OeB, Lit, Lrf, Mobi, Pdb, Pml, Rb, Pdf, Tcr e Txt.
Permette inoltre la ricerca in internet dei metadati e delle copertine degli eBook. Consente la modifica dei metadati, della descrizione e della copertina (con appositi plugin). Permette anche di scaricare i feed RSS da molti siti di informazione (come giornali o tv) e non solo, e convertirli automaticamente in un ebook pronto da inviare al lettore.